# Євро-0
Євро-0 - екологічний стандарт, що регулює вміст шкідливих речовин у вихлопних газах. Було введено на території більшості країн Європи у 1988 році. Замінений стандартом Євро-1 у 1992 році.
Передбачає викид бензиновими двигунами:
- оксиду вуглецю (CO) - не більше 11,2 г/(кВт*год) (грам на кіловат-годину)
- вуглеводнів (СН) - не більше 2,4 г/(кВт*год)
- оксидів азоту (NOх) — не більше 14,4 г/(кВт*год)
- тверді частинки - не регламентовано
- димність – не регламентовано.

Щодо викиду дизельними двигунами інформації немає.
.